# A Ballads
A Ballads è una raccolta di ballad pubblicata dalla cantante giapponese Ayumi Hamasaki pubblicato il 2 marzo 2003. La prima tiratura dell'album aveva quattro differenti copertine. Al 2007, A Ballads ha sorpassato un milione di copie, con circa 1.041.000 di unità vendute.

## Tracce
1. Rainbow - 5:28 (Ayumi Hamasaki, D.A.I.)
2. Appears HΛL's Progress - 5:56 (Ayumi Hamasaki, Kazuhito Kikuchi, HΛL)
3. Key -Eternal Tie Ver.- - 3:14 (Ayumi Hamasaki, Kunio Tago, Naoto Suzuki)
4. You -Northern Breeze- - 5:02 (Ayumi Hamasaki, Yasuhiko Hoshino, tasuku)
5. To Be -2003 ReBirth Mix- - 5:18 (Ayumi Hamasaki, D.A.I, Naoto Suzuki)
6. Hanabi - 4:48 (Ayumi Hamasaki, D.A.I)
7. M -HΛL's Progress- - 5:23 (Ayumi Hamasaki)
8. Dearest - 5:33 (Ayumi Hamasaki, D.A.I.)
9. Dolls - 5:55 (Ayumi Hamasaki)
10. Seasons -2003 ReBirth Mix- - 4:19 (Ayumi Hamasaki, D.A.I, Naoto Suzuki)
11. Voyage - 5:06 (Ayumi Hamasaki,D.A.I, Ken Shima)
12. A Song for ×× -030213 Session #2 Take- - 5:51 (Ayumi Hamasaki, Yasuhiko Hoshino, Shingo Kobayashi)
13. Who... -Across the Universe- - 5:33 (Ayumi Hamasaki, Kazuhito Kikuchi, CMJK)
14. Sotsugyō Shashin (Cover) - 4:21 (Yumi Arai, tasuku)

## Classifiche
| Classifica          | Posizione |
| ------------------- | --------- |
| Oricon Weekly Chart | 1         |
| Oricon Yearly Chart | 8         |